# Synsemantikum
Synsemantikum (auch Synsemantikon, Synkategorem oder Funktionswort) (englisch: synsemantic word oder function word) ist ein Begriff aus der Sprachwissenschaft. Er umfasst diejenigen Wörter beziehungsweise Wortarten, die neben einer, oft schwach ausgeprägten, lexikalischen Bedeutung in erster Linie zahlreiche grammatische Funktionen in einem Satzgefüge haben. In der Lexikographie schreibt man ihnen eine „kategoriale Polyfunktionalität und Polysemie“ zu, „die für die Funktionswörter eher charakteristisch denn eine Ausnahme ist“. Synsemantische Wörter beziehen sich nicht auf Dinge der Welt (wie Haus, schön, laufen usw.), sind aber für die Konstruktion eines Satzes notwendig. In dem Satz „Die Katze sitzt vor dem Ofen“ sind die Artikel die und dem sowie die Präposition vor Funktionswörter. Der Gegensatz wird mit dem Begriff Autosemantikum erfasst.

## Umfang und Merkmale
Synsemantika gehören immer zum Grundwortschatz einer Sprache. Zu ihnen zählen etwa:
- Artikel,
- Konjunktionen,
- Partikeln,
- Pronomen,
- Präpositionen,
- Modalverben und Hilfsverben.

Je nach Definition können sich jedoch Unterschiede ergeben, was als Synsemantikum beziehungsweise Funktionsverb gerechnet wird.
Gegensatz zum Synsemantikum ist das Autosemantikum oder Inhaltswort (Substantiv, Verb, Adjektiv). Synsemantika kommen, da sie bedeutungsunabhängig sind, auch unabhängig von der Situation zum Einsatz, in der gesprochen oder geschrieben wird. Inhaltswörter mit ihrem semantischen Bezug zur Welt hingegen können nur abhängig von der aktuellen Situation verwendet werden.
Im Grunde sind in allen Arten von gesprochenen oder geschriebenen Texten Funktionswörter die häufigsten Wörter. Je länger ein Text – bzw. je umfangreicher ein daraufhin untersuchtes Textkorpus – ist, desto mehr Funktionswörter treten in einer nach der Häufigkeit geordneten Wortliste vor den Inhaltswörtern auf. So finden sich beispielsweise in einer Untersuchung englischsprachiger Texte im Ausmaß von 320.000 Wörtern unter den 50 häufigsten Wörtern 47 Synsemantika und lediglich 3 Inhaltswörter.

## Terminologie
In der Fachliteratur gibt es mehrere alternative Bezeichnungen für diese Kategorie von Wörtern; so finden sich auch die Ausdrücke
- Dienstwort
- Formwort[5]
- grammatisches Wort[6]
- Leerwort[7]
- Strukturwort[8][9]
- Synkategorem[10]

Die Bezeichnung Synkategorem für diese Gruppe von Wörtern kann auch in einem weiteren Sinn verstanden werden und umfasst dann polyseme, also mehrsinnige sprachliche Ausdrücke wie etwa das Wort gut, das je nach sprachlichem Kontext verschiedene Bedeutungen aufweist. (Dieses kann als Adjektiv etwa die Qualität eines gegenständlichen oder abstrakten Dinges oder einen Wert bezeichnen, aber beispielsweise adverbial auch Zustimmung zu einer Aussage ausdrücken.)